# Can Revitllat
Can Revitllat és una masia del terme municipal de Castellterçol, al Moianès.
Està situada a prop al sud de la vila de Castellterçol, al sud-est del Castell de Sant Miquel, al sud-oest del Casuc i al sud-est de Cal Pere Anton.